# Municipio de Tanquián de Escobedo
El municipio de Tanquián de Escobedo es uno de los 59 municipios del estado mexicano de San Luis Potosí. Según el censo de 2020, tiene una población de 13 448 habitantes.
Está ubicado al sureste del estado y aproximadamente a 349 kilómetros de la ciudad de San Luis Potosí. Cuenta con una extensión territorial de 142.7 km².
Del total de su población, 6573 habitantes son hombres y 6875 son mujeres.
El nombre Tanquián proviene del huasteco y significa "Lugar de Palmas". Se le agregó de Escobedo en honor del general y gobernador del estado Mariano Escobedo.

## Descripción geográfica

### Ubicación
El municipio está ubicado en las coordenadas geográficas 21°36′ N y 98°39′ O, a una altitud promedio de 83 metros sobre el nivel del mar.
Limita al norte con el municipio de San Vicente Tancuayalab; al este con el estado de Veracruz; al sur con el municipio de San Martín Chalchicuautla; y al oeste con Tampamolón Corona.

### Orografía e hidrografía
En general posee un territorio plano. Únicamente en la parte norte y oeste se localizan elevaciones cerriles que alcanzan los 140 metros sobre el nivel del mar.
La corriente fluvial más importante es el río Moctezuma, que atraviesa el municipio de este a oeste en su parte central. Otro cuerpo de agua importante es el arroyo Cofradía, en su cauce de sur a norte hasta unirse con el Moctezuma. El río Tampacito determina el límite norte con San Vicente Tancuayalab.

### Clima
Su clima es semicálido húmedo, con abundantes lluvias en verano. La temperatura media anual es de 24.7°C. La máxima es de 45 °C y la mínima es de 3 °C. Las precipitaciones promedio alcanzan los 1213 milímetros.

## Cultura

### Música
Huapango Huasteco y danzas indígenas huastecas

### Trajes Típicos
- Mujeres: Blusa floreada de algodón y quechquémitl con bordados de colores llamativos, falda de manta envolvente, bolsa de manta bordada y un tocado en forma de corona, elaborado con varias madejas de lana de colores.
- Hombres: Camisa y calzón de manta.

### Artesanías
Se elaboran artículos de petate, sillas, bateas, huaraches y figuras de palma.

### Gastronomía
Se ofrecen una variedad de platillos, entre los más representativos están: zacahuil, bocoles, enchiladas con cecina huasteca, requesón, pemoles, tamale de sarabanda, caldo loco, barbacoa, pacholes y chilaquiles y tacos rojos .
- Dulces: Dulce de cahuayote.
- Bebidas: Atole de elote, vino de jobo y de ciruela, aguardiente de caña y ron.

Estos ajustes mejoran la estructura del texto y ofrecen una presentación más clara y ordenada de la información.

## Tradiciones
Altar de muertos
Al igual que en todo el país, los tanquianenses celebran la fiesta de los fieles difuntos, y lo hacen siguiendo un patrón tradicional. El último domingo del mes de octubre se empiezan a reunir los materiales que darán forma al altar. Pero como la zona no es poblada en su mayoría por personas de ascendencia indígena, sino más bien de criollos y mestizos, es más común observar arcos mestizos y con caracteres más europeos.
El municipio está ubicado en una zona que en la antigüedad estuvo habitado por hombres anteriores a los colonizadores europeos. Por ese motivo podemos vislumbrar un altar de tipo prehispánico.
Tanquián es uno de los pocos pueblos mexicanos que conserva sus tradiciones españolas.[cita requerida]

## Historia
El pueblo original fue fundado a finales del siglo XV por indígenas mayas procedentes del sureste de México. Posteriormente fue abandonado durante la conquista y vuelto a poblar por indígenas procedentes del sur de Ozuluama, de un pueblo denominado Tanquian, quienes habitaron las tierras hasta entrado el siglo XIX. Los indígenas fueron desplazados por los migrantes europeos de origen español.
Antes de 1870, al pueblo se le solía llamar Tanquian de San Isidro el Labrador, ya que durante décadas fue este santo católico el que encabezó las procesiones y velaciones, pero todo cambió después de que trajeran la imagen de San José a Tanquian. Según se cuenta, la imagen llegó a Tanquian por equivocación, enviada desde España a petición de mujeres religiosas de origen italiano.
En el año 1870, el general Mariano Escobedo eleva a Tanquian, por decreto constitucional, a la categoría de municipio libre y soberano. Es en su honor, entonces, que los habitantes agregan de Escobedo al nombre del poblado. Tanquian se convirtió en un pueblo criollo hasta los años sesenta del siglo XX, en que se inicia el mestizaje genético. Hoy en día es un crisol cultural, social y comercial.
En comparación con municipios vecinos este pueblo presenta un desarrollo económico superior debido a su fuerte actividad ganadera y empresarial.[cita requerida]